# Asplenium tripteropus
Asplenium tripteropus là một loài thực vật có mạch trong họ Aspleniaceae. Loài này được Nakai miêu tả khoa học đầu tiên năm 1930.